# 圓環蛋糕
圓環蛋糕（英語：Bundt cake）是一個在圓環平底鍋裡面烘烤並以圓環成形的蛋糕。其靈感來自傳統歐洲的奶油圆蛋糕，但圓環蛋糕通常與任一食譜無關。這模具樣式普及於1950至1960年代的北美洲，之後美國製造商北歐器具以英文“圓環”（Bundt）命名，並開始從事生產圓環平底鍋。而皮爾斯伯里公司的蛋糕宣傳得到廣受歡迎。

## 詞源
圓環蛋糕部份來自於一種類似法国布莉歐的蛋糕，稱為“奶油圓蛋糕”，這在德國的犹太人鄉村格外受歡迎。在德國北部，奶油圆蛋糕傳統上被稱為外灘蛋糕（Bundkuchen，德語發音：[ˈbʊntkuːxn̩]），這名字是通過Bund和Kuchen（蛋糕名）兩個單字而形成。
關於“Bund”一詞有不同的解釋，一種可能的解釋方式為“束”或“包”，並談到麵團綑綁在圓環平底鍋的中央方式。在這方面荷蘭人是有興趣的，被稱為“tulband”，是指荷蘭人的“圍巾”，這個詞與“bundt”的第二部份發音非常類似。另一種可能的來源解釋為模具上使蛋糕外圍產生紋路的形狀類似農業用的稻草束。而有些作者認為“Bund”是指一群人，因適合聚會而聚集在一起。
20世紀初期，美国犹太人的食谱中使用歐洲以外的字詞來描述“Bund”蛋糕，但早在1901年替代字詞拼寫“包”（bundte）也出現在食譜中。

## 設計

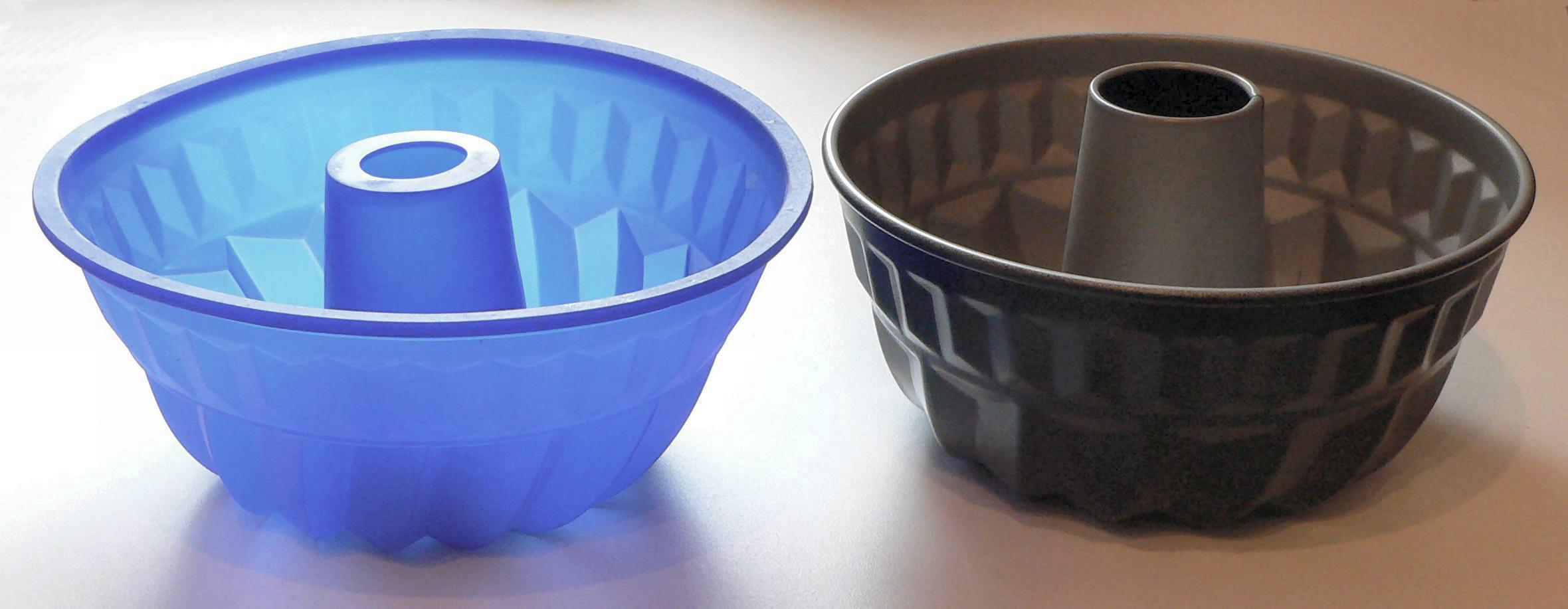
硅胶和金属製的圓環平底鍋

圓環蛋糕沒有特定的食譜，其特徵是圓環的形狀。一個圓環平底鍋通常會有凹槽或溝槽邊，但其設計的核心元素是中心圓柱孔，從蛋糕中心穿過。該設計方法不僅在光滑表面使更多的混合物接觸，也有助於烹飪中更快的冷卻。形狀類似於早期歐洲奶油圆蛋糕或外灘蛋糕的形狀。奶油圓蛋糕與現在的圓環風格蛋糕不同，它遵循特定酵母的食譜並且搭配水果和堅果，且形狀深、裝飾多；在東歐的巴布卡蛋糕形狀也類似於18世紀初的波兰；而巴布卡與犹太文化有關，圓環蛋糕在基督教傳統被認定為是復活節和圣诞节烘烤的蛋糕。在今天沒有“圓環蛋糕”的食譜，任何東西皆可在圓環平底鍋裡烹煮，且配方範圍從松子和辣椒蛋糕到冰淇淋和水果調味料；此外，圓環式的平底鍋設計已經延伸到原來的凹槽環，到今天的天際線、章魚和大教堂，皆是北歐器具等所需要的洞。因為环面形狀的蛋糕比較難加入糖霜，圓環蛋糕通常使用粉碎糖、細雨釉面或不裝飾。專門為圓環平底鍋設計的食譜通常有一個烘烤填料；圓環磅蛋糕也很常見。
自從“圓環”名稱是商标以來，類似的平底鍋販售通常為凹槽鍋或給出其他類似的描述性標題；持有人北歐器具只生產鋁製圓環平底鍋，但其它材料也提供類似的凹槽鍋。

## 竄紅

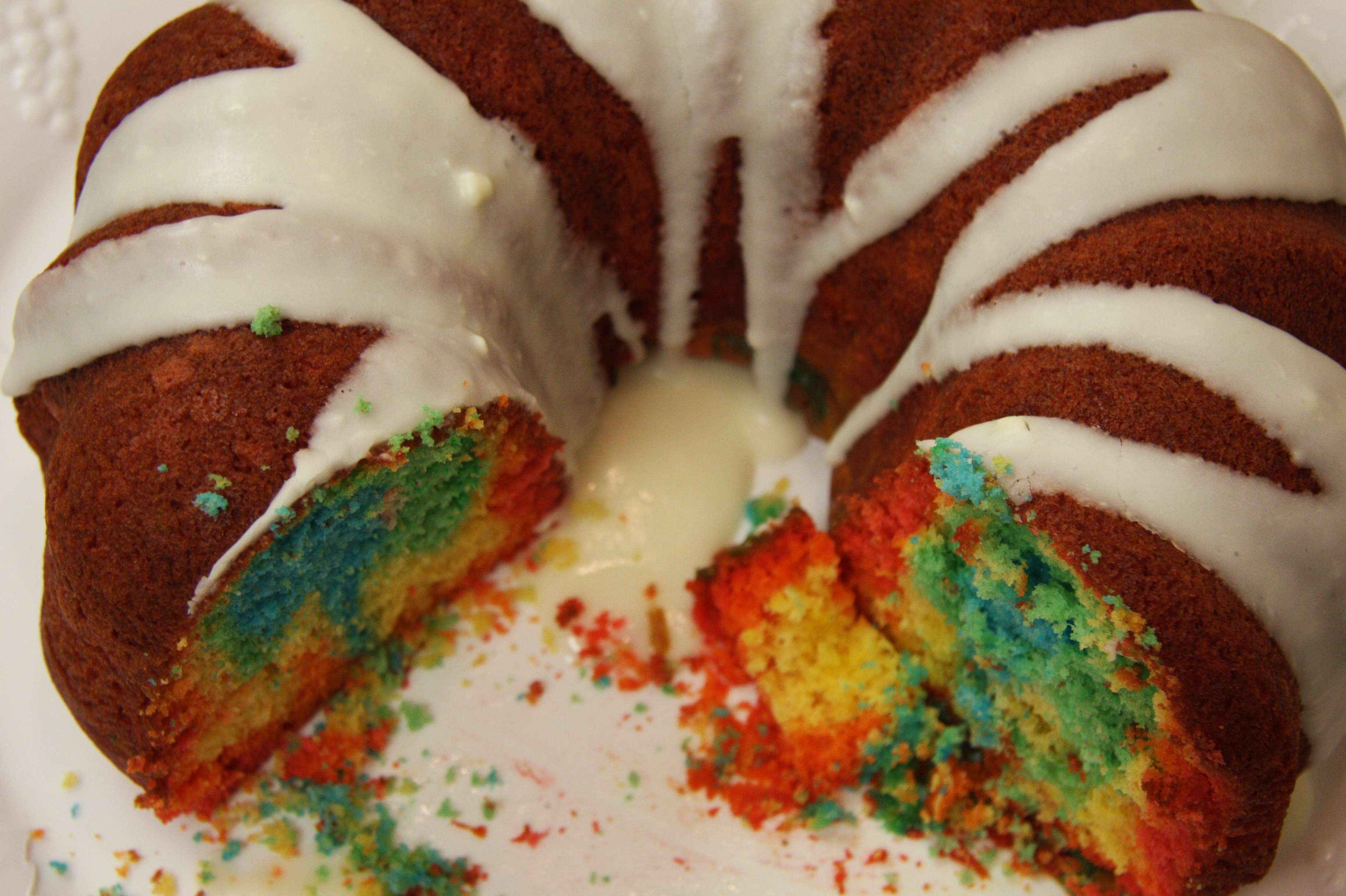
部份切片的彩虹圓環蛋糕

圓環平底鍋發明者是美國商人戴維·達奎斯特和兄弟麥克·S·達奎斯特。1940年代後期，他們於明尼蘇達州聖路易斯公園共同創立北歐器具公司。明尼阿波利斯美國哈達薩婦女猶太復國主義組織的猶太人朋友玫瑰·約書亞和房利美·施安·菲爾德詢問達奎斯特是否可以生產現代版的奶油圓蛋糕小菜。達奎斯特和公司工程師唐·尼格倫設計了一種鑄鋁板，並於1950年進行了小規模生產。為了取得圓環平底鍋的商標，在“Bund”一詞添加了一個t，而原本的一些圓環平底鍋收藏於史密森尼学会。
最初圓環平底鍋賣得糟糕，因此北歐器具考慮中止生產。1963年，該產品在被“新好家政食譜”（New Good Housekeeping Cookbook）提及時得到捧場，但直到1966年才真正受歡迎；當圓環蛋糕被寫成“福奇蛋糕隧道食譜”時，在皮爾斯伯里公司舉辦的烘焙比賽中獲得第二名，並贏得了麵包烘烤師艾拉·赫爾弗里希的5,000美元。最終的宣傳導致給皮爾斯伯里公司超過20萬個的圓環平底鍋詢問，並使圓環平底鍋超過Jell-O造型成為在美國最暢銷的鍋；在1970年代，皮爾斯伯里公司授權北歐器具的“圓環”名稱，同時出售了一系列圓環蛋糕商品。現今，北歐器具已經在北美地區銷售了超過7,000多萬套器具。

## 外部連結
- Bundt pan: MNopedia. （页面存档备份，存于）
- Bundt Cake Recipes （页面存档备份，存于）. 美食頻道.